# Paterskerk (Tilburg)
De Paterskerk (ook: Sint-Vincentius a Paulokerk) was een parochiekerk in de Noord-Brabantse stad Tilburg, gelegen aan de Gasthuisring 46.

## Geschiedenis
Dit was van oorsprong de kloosterkerk van de Fraters van Tilburg. Hij werd gebouwd in 1859-1861 naar ontwerp van Hendrik Jacobus van Tulder in de stijl van de vroege neogotiek. In 1917 werd de kerk een parochiekerk voor de parochie Gasthuisstraat. Hoewel er toen al over sloop en nieuwbouw werd gesproken heeft de kerk tot 1955 dienst gedaan. Toen werd namelijk de Onze-Lieve-Vrouw van Bijstandkerk in gebruik genomen. In 1956 werd de Paterskerk gesloopt.

## Gebouw
Het betrof een kruiskerk met vieringtoren die met de voorgevel naar de straatzijde was gericht en daar een klokkengeveltje bezat.